# Corpore insepulto
Corpore insepulto (hasta 2010, españolizado como córpore insepulto), literalmente ‘estando el cuerpo sin sepultar’, es una locución latina que suele decirse del funeral que se celebra con el difunto sobre un catafalco, antes de inhumarlo. También se dice corpore praesente o praesente cadavere.